# لورا (جورجونه)
لورا (انگلیسی: Laura) که قبل از این، گاهی اوقات به عنوان تصویری از یک تازه عروس شناخته شده بود، یک نقاشی رنسانس از استاد ایتالیایی جورجونه است، تاریخ ترسیم این نقاشی حوالی سال ۱۵۰۶ می‌باشد، این اثر هنری امروزه در موزه تاریخ هنر در اتریش می‌باشد. این تنها تابلوی شناخته شده نویسنده است که به امضا و تاریخ‌نگاری او رسیده‌است، نام او و تاریخ ۱۵۰۶ در پشت آن نوشته شده‌است.